# 盖南 (莫尔比昂省)
盖南（法語：Guénin，法語發音：[ɡenɛ̃]）是法国莫尔比昂省的一个市镇，位于该省中部略偏西，属于蓬蒂维区。

## 地理
盖南（47°54'25"N, 2°58'50"W）面积28.71 平方千米，位于法国布列塔尼大區莫尔比昂省，该省份为法国西北部沿海省份，位于布列塔尼半岛南部，北起阿摩尔滨海省、西接菲尼斯泰尔省，南濒大西洋，东南接大西洋卢瓦尔省，东临伊勒-维莱讷省。
与盖南接壤的市镇（或旧市镇、城区）包括：普吕姆兰、拉沙佩勒讷沃、博镇、圣巴泰勒米、埃沃利斯、普吕梅利欧-比约济。

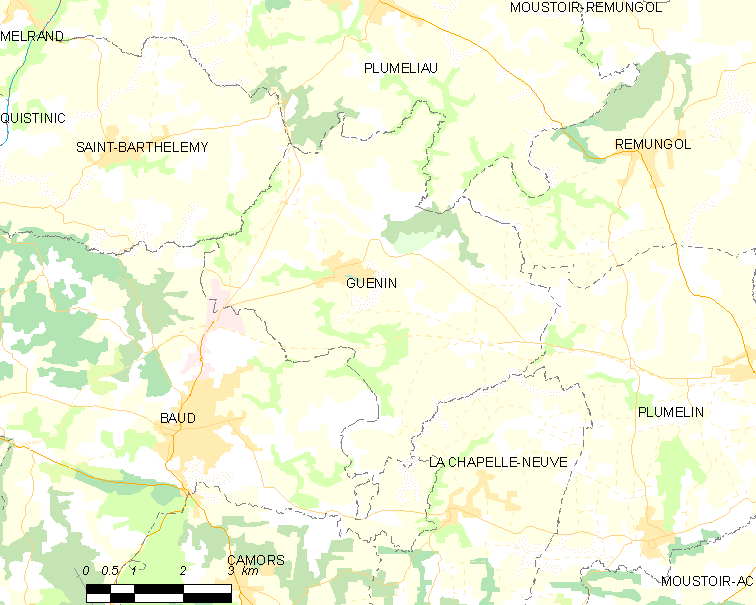
的OSM定位图

盖南的时区为UTC+01:00、UTC+02:00（夏令时）。

## 行政
盖南的邮政编码为56150，INSEE市镇编码为56074。

## 政治
盖南所属的省级选区为蓬蒂维县。

## 人口

1962-2008年间人口变化图示

盖南于2022年1月1日时的人口数量为1895人。